# Consigliere
A consigliere olasz szó, jelentése tanácsadó. Alvilági berkekben a maffia tanácsadóit illetik ezzel a névvel.
Néhány bűnözőcsaládban van consigliere különböző feladatok ellátásra, de mindig alacsony beosztásban. Ha valaki a családon belül a főnök jobbkeze, az nem a consigliere, hanem a Capo Bastone, a második rangú személy a maffiában. Ügyvezetőnek nevezhetjük, aki felülvizsgálja a család tevékenységét és figyelemmmel kíséri a család utasításainak végrehajtását.
A consiglierét gyakran összekeverik a Don főtanácsadójával. A consigliere valójában egyfajta PR-figura, akit Lucky Luciano „talált ki”, amikor az 1930-as évek elején hatalomra került. Luciano igyekezett megalapozni a békét a szervezeten belül, mivel tudta, hogy a legfőbb probléma az, amikor a beosztottak megpróbálnak előbbre törni. Minden egyes bűnözőcsaládban elrendelte, hogy alkalmazzanak consiglierét, mint pártatlan közvetítőt, aki elsimítja a vitákat a családon belül, és közvetítőként dolgozik a többi családdal szembeni vitákban.
Luciano utasítása szerint a consiglierének úgy kell tevékenykednie, mint egy vallató rendőr. A consigliere döntötte el a bizonyítékok alapján, hogy az illető bűnös-e vagy sem, és ártatlansága esetén megtiltotta a kivégzést. Arról azonban nincs bizonyíték, hogy Luciano idejében a consiglierék ellentmondtak volna a főnök utasításainak. A New York-i és más bűnözőcsaládok consigliere-névsorainak átvizsgálásakor megállapítható, hogy egyikük sem került vezető pozícióba.

## Consigliere a filmművészetben
Ismert consiglierét alakított Robert Duvall, aki Tom Hagen karakterét formálta meg A Keresztapa című filmben, és Steven Van Zandt, aki a Maffiózók című tévésorozatban Silvio Dante karakterét alakította. A maffia ügyvédje című 2021-es dél-koreai tévésorozatban a címszereplő Vincenzo Cassano is ilyen tisztséget visel a Cassano családban.